# ビッグイニング
ビッグイニングとは、野球において大量点が記録されたイニング。基準は明確には定まっていないが、一般的に5得点（投手から見ると5失点）以上したイニングがビッグイニングであったと報道されている。

## ビッグイニングの例

### メジャーリーグ
メジャーリーグベースボールにおける1イニングの最多得点は1883年9月6日にシカゴ・ホワイトストッキングス（現シカゴ・カブス）がデトロイト・ウルバリンズ（現存しない）戦で記録した18点。近代野球が確立した1901年以降では1953年6月18日にボストン・レッドソックスがデトロイト・タイガース戦の7回裏に記録した17点。

### 日本

#### 日本プロ野球
日本プロ野球においては、2009年6月11日に千葉ロッテマリーンズが広島東洋カープ戦の6回裏に記録した15得点（15打点）が最多。14者連続得点はプロ野球タイ記録であり、1イニング12安打は史上2位。このときロッテの攻撃イニングにおいて延べ20人の打者が打席に立っている。このうち大松尚逸が1イニング3打席を記録しており（もう1人(福浦和也)は2打席目に出塁後、代走(堀幸一)を送られ途中交代。堀にもイニング中に打席が回っている）、こちらもプロ野球記録である。

#### 高校野球
選抜高等学校野球大会では1971年の東邦高等学校の11点、全国高等学校野球選手権大会では1923年の立命館中学校の14点が最高記録である。